# Base Aérea de Zaragoza
La Base Aérea de Zaragoza (IATA: ZAZ, OACI: LEZG) es una base aérea situada a 15 km al oeste de la ciudad de Zaragoza, en Aragón, España. Comparte parte de las instalaciones con el Aeropuerto de Zaragoza.
Fue utilizada por la Fuerza Aérea de los Estados Unidos (USAF) desde 1958 hasta 1992, siendo una de las 3 bases aéreas de la USAF en España durante la Guerra Fría, junto a la de Torrejón y a la de Morón, en virtud de los Pactos de Madrid de 1953, firmados entre España y los Estados Unidos durante la dictadura del general Franco. El 12 de febrero de 2004, el Estado español retomó el control soberano total de las instalaciones militares.

## Unidades de las Fuerzas Armadas que alberga en la actualidad

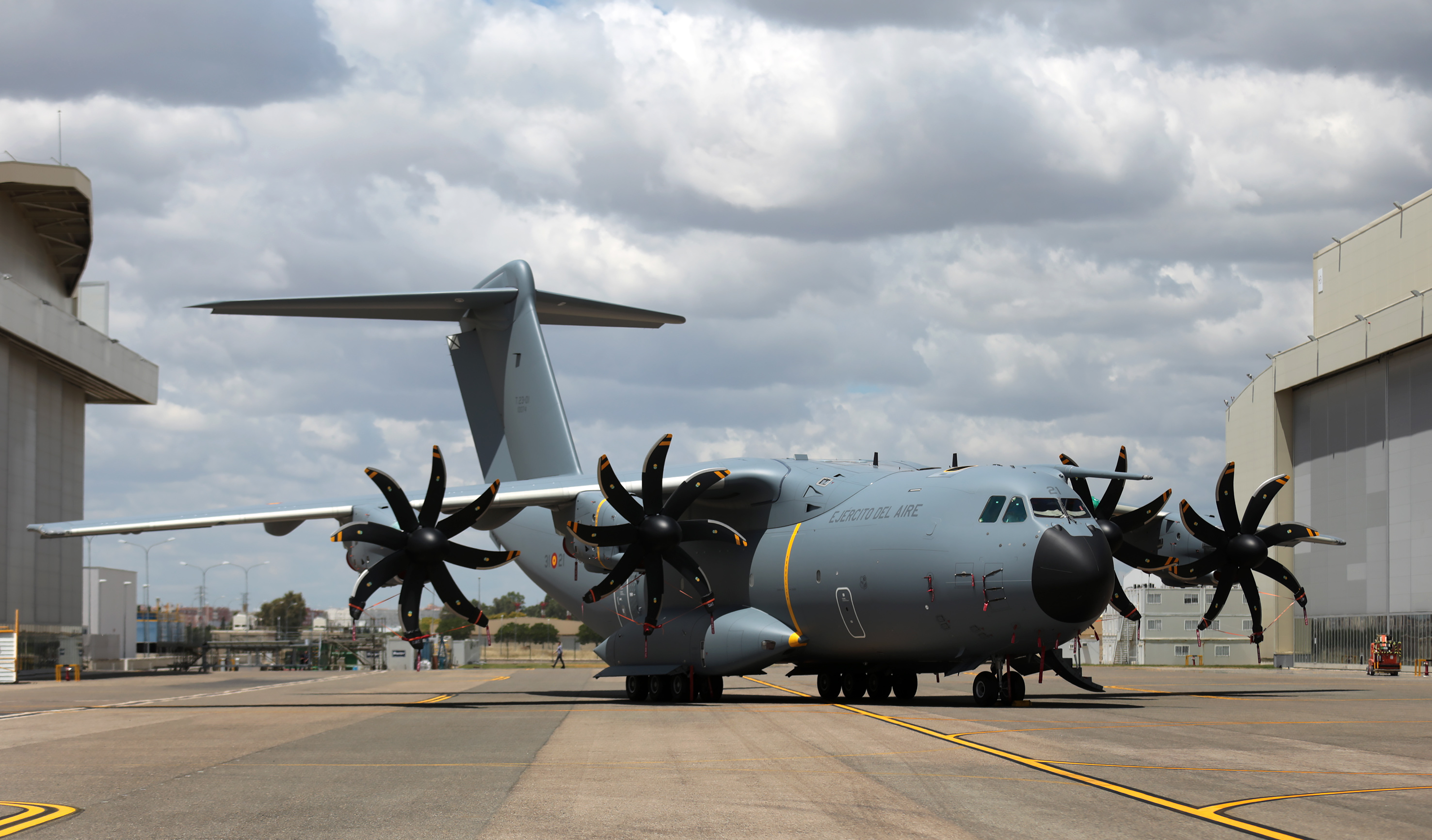
Un A400M del Ala 31 en la Base Aérea de Zaragoza, año 2016.

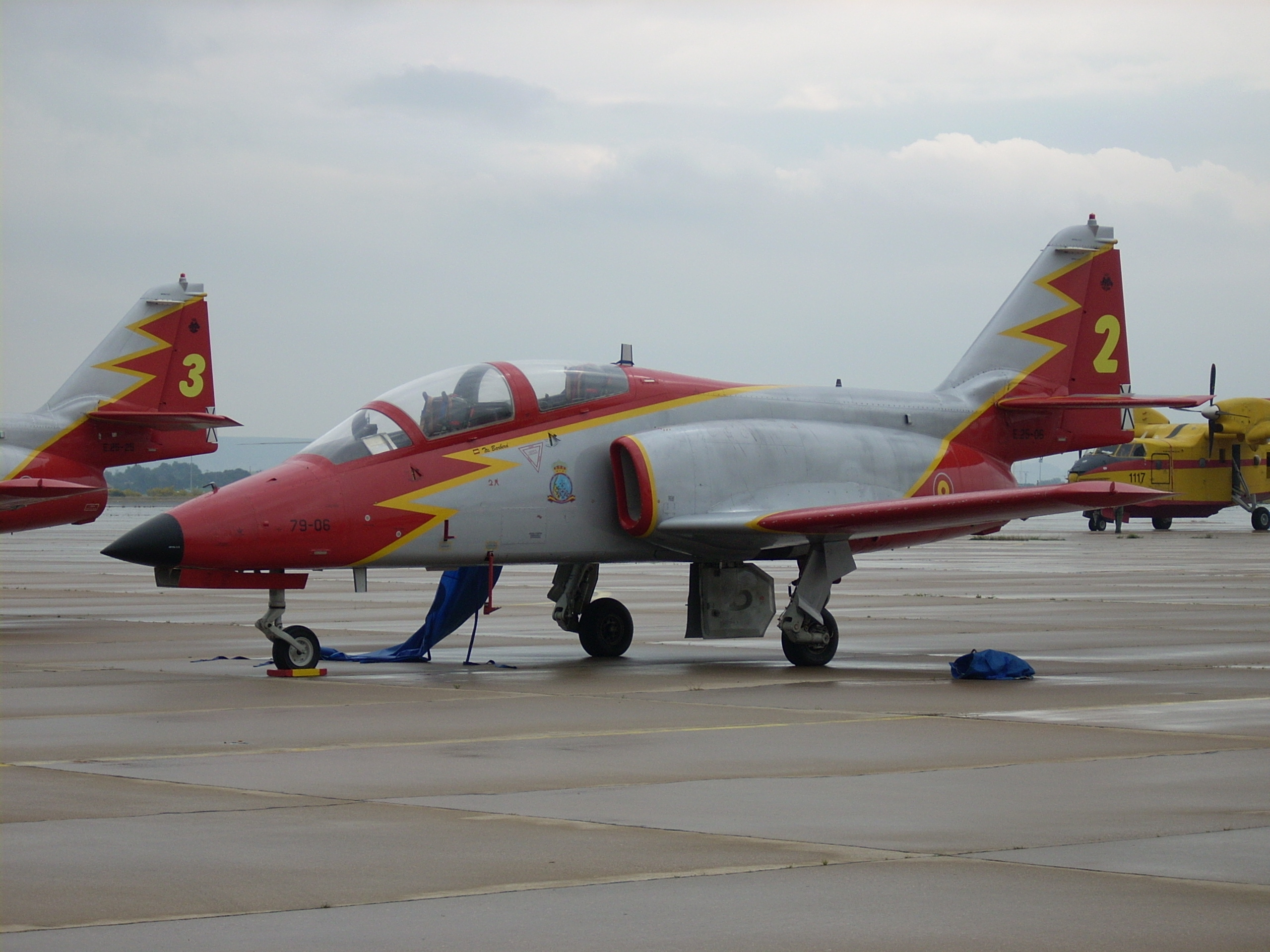
C-101 de la Patrulla Águila en la Base Aérea de Zaragoza.

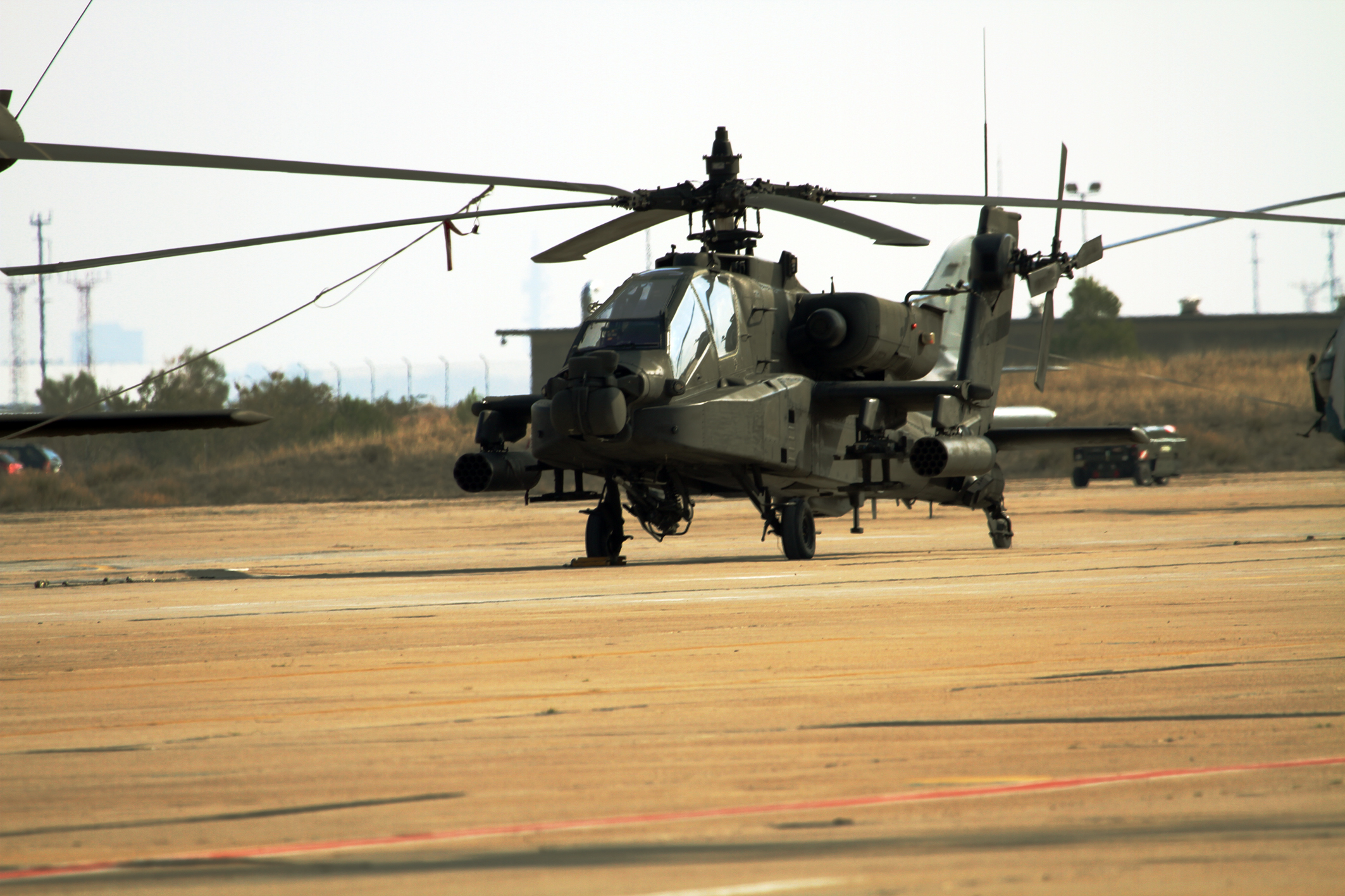
Un helicóptero AH-64 Apache del Ejército de Estados Unidos en esta base durante el "Trident Juncture 2015".

Actualmente alberga las siguientes unidades de las Fuerzas Armadas:
- Agrupación de la Base Aérea de Zaragoza.
- Ala 15.[2]
- Ala 31.[3][4]
- Escuela de Técnicas de Seguridad, Defensa y Apoyo (ETESDA).[5]
- Grupo Norte de Mando y Control (GRUNOMAC)
- Escuadrón de Apoyo al Despliegue Aéreo (EADA)
- Unidad Médica Aérea de Apoyo al Despliegue (UMAAD-Zaragoza)
- Centro de Farmacia de Zaragoza (CEFARZA)
- Oficina Delegada de la DFR en Zaragoza
- Centro de Movilización nº 3
- IV Batallón de la Unidad Militar de Emergencias (UME)